# Arrondissement Turnhout
Het arrondissement Turnhout is een van de drie arrondissementen van de provincie Antwerpen. Het arrondissement heeft een oppervlakte van 1.360,03 km² en telde 483.020 inwoners op 1 januari 2025. Het grondgebied van het arrondissement komt overeen met dat van de Vlaamse referentieregio Kempen.

## Toponymie
Het arrondissement is vernoemd naar zijn belangrijkste stad. Het toponiem Turnhout bestaat uit twee woorddelen namelijk Turn- en hout. Turn- zou mogelijks afgeleid zijn van het Germaanse woord durnum, dat doorn betekent. Het achtervoegsel -hout komt van het Germaanse woord hulta en betekent bos. Het toponiem kan dan ook verklaard worden als doornbos.
De naam duikt voor het eerst op als Turnolt in 1186 in een document van de Abdij van Tongerlo.

## Geschiedenis
Het arrondissement Turnhout ontstond in 1800 als tweede arrondissement in het departement Twee Neten. Het bestond oorspronkelijk uit de kantons Kanton Arendonk, Herentals, Hoogstraten, Mol, Turnhout en Westerlo.
In 1815 werd de gemeente Luyksgestel, die tot op dat moment nog tot het arrondissement Eindhoven behoorde, aangehecht maar in 1818 werd het gebied terug afgestaan.
Het arrondissement was tot 2014 zowel een bestuurlijk als een gerechtelijk arrondissement. In 2014 is het gerechtelijk arrondissement Turnhout opgegaan in het gerechtelijk arrondissement Antwerpen.

## Geografie

### Topografie
Het arrondissement Turnhout ligt ten oosten van Antwerpen en beslaat grotendeels het geografisch gebied Kempen. Het territorium beslaat de ganse oostelijke zijde van de provincie Antwerpen: van Hoogstraten in het noorden tot Herselt in het zuiden en van Grobbendonk in het westen tot Balen in het oosten. Ten slotte is ook de merkwaardige situatie van de enclave Baarle-Hertog noemenswaardig. Het dorp is immers volledig omgeven door Nederland, een restant van de onafhankelijkheidsstrijd. De hoofdplaats van het arrondissement is Turnhout en de oppervlakte beslaat 1356,86 km².

### Hydrografie
De Kleine Nete ontstaat uit vele door regen gevoede beekjes in het gebied tussen Arendonk, Retie en Mol-Postel. Ze bevat veel in Vlaanderen zeer zeldzame vissen. Haar belangrijkste zijrivieren zijn de Molenbeek, de Aa en de Wamp. Op haar weg passeert ze langs Kasterlee, Geel, Olen, Herentals, Herenthout, Vorselaar en Grobbendonk om aldaar het arrondissement te verlaten.
De Grote Nete komt het arrondissement binnen nabij Balen. Ze vervolgt haar route langs Meerhout, Geel, Laakdal en Westerlo om ter hoogte van Heist-op-den-Berg het arrondissement te verlaten. Haar belangrijkste zijrivieren zijn de Wimp en de Grote Laak. Beide Neten behoren tot het stroomgebied van de Schelde.
Daarnaast, in het stroomgebied van de Maas, is er ook nog de rivier de Mark. Deze rivier ontspringt in het Turnhouts Vennengebied tussen Merksplas, Turnhout en Baarle. Vervolgens stroomt ze via Merksplas, Wortel en Hoogstraten richting Nederland (Breda). Alvorens de grens te passeren voegen onder meer de Kleine Mark, de Hollandse Loop en het Merkske zich bij de Mark.
- Kanaal Dessel-Schoten

### Bestuurlijke indeling
| Turnhout         | Turnhout         | Supranationaal         | Nationaal              | Nationaal                         | Gemeenschap         | Gewest              | Provincie           | Arrondissement    | Provinciedistrict  | Kanton          | Gemeente        | District         |
| ---------------- | ---------------- | ---------------------- | ---------------------- | --------------------------------- | ------------------- | ------------------- | ------------------- | ----------------- | ------------------ | --------------- | --------------- | ---------------- |
| Administratief   | Niveau           | Europese Unie          | België                 | België                            | Vlaanderen          | Vlaanderen          | Antwerpen           | Turnhout          | Turnhout           | Turnhout        | 27              | -                |
| Administratief   | Bestuur          | Europese Commissie     | Belgische regering     | Belgische regering                | Vlaamse regering    | Vlaamse regering    | Deputatie           | Deputatie         | Deputatie          | Deputatie       | Gemeentebestuur | Districtscollege |
| Administratief   | Raad             | Europees Parlement     | Senaat                 | Kamer van volksvertegenwoordigers | Vlaams Parlement    | Vlaams Parlement    | Provincieraad       | Provincieraad     | Provincieraad      | Provincieraad   | Gemeenteraad    | Districtsraad    |
| Kiesomschrijving | Kiesomschrijving | Nederlands Kiescollege | Nederlands Kiescollege | Kieskring Antwerpen               | Kieskring Antwerpen | Kieskring Antwerpen | Kieskring Antwerpen | Mechelen-Turnhout | Herentals Turnhout | 6               | 27              | -                |
| Verkiezing       | Verkiezing       | Europese               | Federale               | Federale                          | Vlaamse             | Vlaamse             | Provincieraads-     | Provincieraads-   | Provincieraads-    | Provincieraads- | Gemeenteraads-  | Districtsraads-  |

#### Provinciedistricten
- Turnhout
- Herentals

#### Kantons
| - Arendonk - Geel (gerechtelijk kanton) - Herentals - Hoogstraten | - Mol - Turnhout - Westerlo |

#### Gemeenten
| - Arendonk - Baarle-Hertog - Balen - Beerse - Dessel - Geel (stad) - Grobbendonk - Herentals (stad) - Herenthout | - Herselt - Hoogstraten (stad) - Hulshout - Kasterlee - Laakdal - Lille - Meerhout - Merksplas - Mol | - Olen - Oud-Turnhout - Ravels - Retie - Rijkevorsel - Turnhout (stad) - Vorselaar - Vosselaar - Westerlo |

#### Deelgemeenten
| - Arendonk - Baarle-Hertog - Balen - Beerse - Bouwel - Dessel - Eindhout - Geel - Gierle - Grobbendonk - Herentals - Herenthout - Herselt - Hoogstraten - Houtvenne - Hulshout - Kasterlee - Lichtaart | - Lille - Meer - Meerhout - Meerle - Merksplas - Minderhout - Mol - Morkhoven - Noorderwijk - Oevel - Olen - Olmen - Oud-Turnhout - Poederlee - Poppel - Ramsel - Ravels | - Retie - Rijkevorsel - Tielen - Tongerlo - Turnhout - Varendonk - Veerle - Vlimmeren - Vorselaar - Vorst - Vosselaar - Wechelderzande - Weelde - Westerlo - Westmeerbeek - Wortel - Zoerle-Parwijs - Zondereigen |

## Demografie

### Evolutie van het inwonertal
- Bron:NIS - Opm:1806 t/m 1970=volkstellingen; vanaf 1980= inwoneraantal per 1 januari

| Inwoners van jaar tot jaar op 1 januari 1992 tot heden | Inwoners van jaar tot jaar op 1 januari 1992 tot heden | Inwoners van jaar tot jaar op 1 januari 1992 tot heden |
| Jaar                                                   | Aantal                                                 | Evolutie: 1992=index 100                               |
| ------------------------------------------------------ | ------------------------------------------------------ | ------------------------------------------------------ |
| 1992                                                   | 385.447                                                | 100,0                                                  |
| 1993                                                   | 388.967                                                | 100,9                                                  |
| 1994                                                   | 391.925                                                | 101,7                                                  |
| 1995                                                   | 394.589                                                | 102,4                                                  |
| 1996                                                   | 397.142                                                | 103,0                                                  |
| 1997                                                   | 400.034                                                | 103,8                                                  |
| 1998                                                   | 402.283                                                | 104,4                                                  |
| 1999                                                   | 404.441                                                | 104,9                                                  |
| 2000                                                   | 406.199                                                | 105,4                                                  |
| 2001                                                   | 407.672                                                | 105,8                                                  |
| 2002                                                   | 409.636                                                | 106,3                                                  |
| 2003                                                   | 411.773                                                | 106,8                                                  |
| 2004                                                   | 414.026                                                | 107,4                                                  |
| 2005                                                   | 416.528                                                | 108,1                                                  |
| 2006                                                   | 419.570                                                | 108,9                                                  |
| 2007                                                   | 423.215                                                | 109,8                                                  |
| 2008                                                   | 427.040                                                | 110,8                                                  |
| 2009                                                   | 431.774                                                | 112,0                                                  |
| 2010                                                   | 435.219                                                | 112,9                                                  |
| 2011                                                   | 439.239                                                | 114,0                                                  |
| 2012                                                   | 442.508                                                | 114,8                                                  |
| 2013                                                   | 444.892                                                | 115,4                                                  |
| 2014                                                   | 447.447                                                | 116,1                                                  |
| 2015                                                   | 450.522                                                | 116,9                                                  |
| 2016                                                   | 453.123                                                | 117,6                                                  |
| 2017                                                   | 455.677                                                | 118,2                                                  |
| 2018                                                   | 458.948                                                | 119,1                                                  |
| 2019                                                   | 461.867                                                | 119,8                                                  |
| 2020                                                   | 464.869                                                | 120,6                                                  |
| 2021                                                   | 467.146                                                | 121,2                                                  |
| 2022                                                   | 471.226                                                | 122,3                                                  |
| 2023                                                   | 476.568                                                | 123,6                                                  |
| 2024                                                   | 479.974                                                | 124,5                                                  |
| 2025                                                   | 483.020                                                | 125,3                                                  |

## Economie

### Sociaal overleg
Op arrondissementsniveau zijn er twee overlegorganen tussen werkgevers- en werknemersorganisaties: de Sociaal-Economische Raad van de Regio (SERR) en het Regionaal Economisch Sociaal Overlegcomité (RESOC). De SERR Kempen is bipartiet samengesteld en de RESOC Kempen tripartiet, dit wil zeggen dat er ook vertegenwoordigers van de gemeenten en provincies aan deelnemen. Het bevoegdheidsgebied van de RESOC Kempen en de SERR Kempen komt overeen met de oppervlakte van het arrondissement. Beide overlegorganen komen op regelmatige basis samen.
RESOC Kempen heeft onder meer de bevoegdheid om het streekpact op te stellen, dit is een strategische visie op de sociaaleconomische ontwikkeling van de streek met een duur van zes jaar. Daarnaast kunnen steden, gemeenten en de Vlaamse Regering het orgaan om advies vragen over sociaaleconomische kwesties. De twee voornaamste beleidsterreinen van het RESOC zijn economie en werkgelegenheid. RESOC Kempen is samengesteld uit 8 vertegenwoordigers van de lokale werknemersorganisaties (ABVV, ACV en ACLVB), 8 vertegenwoordigers van de werkgeversorganisaties (Voka, UniZO, Boerenbond en Verso) en ten slotte 4 vertegenwoordigers van de gemeenten en 4 voor de provincie. Daarnaast kan RESOC Kempen autonoom beslissen om bijkomende organisaties of personen uit te nodigen. Voorzitster van RESOC Kempen is Johan Leysen.
SERR Kempen heeft als belangrijkste taak de verschillende overheden te adviseren over hun werkgelegenheidsinitiatieven voor de eigen streek. Daarnaast houdt de raad in de gaten hoe de werkgelegenheid zich ontwikkelt in de regio, met specifieke aandacht voor kansarme groepen.
Beide overlegorganen worden overkoepeld door het Erkend Regionaal Samenwerkingsverband (ERSV), een juridische hulpstructuur op provinciaal niveau, die verantwoordelijk is voor het personeels- en financiële beheer van de verschillende SERR's en RESOC's binnen de provincie Antwerpen.
Aalst · Aarlen · Aat · Antwerpen · Bastenaken · Bergen · Borgworm · Brugge · Brussel-Hoofdstad · Charleroi · Dendermonde · Diksmuide · Dinant · Doornik-Moeskroen · Eeklo · Gent · Halle-Vilvoorde · Hasselt · Hoei · Ieper · Kortrijk · La Louvière · Leuven · Luik · Maaseik · Marche-en-Famenne · Mechelen · Namen · Neufchâteau · Nijvel · Oostende · Oudenaarde · Philippeville · Roeselare · Sint-Niklaas · Thuin · Tielt · Tongeren · Turnhout · Verviers · Veurne · Virton · Zinnik